# Dictyanthus
Dictyanthus es un género de plantas fanerógamas de la familia Apocynaceae. Contiene seis especies. Es originario de América Central.

## Distribución y hábitat
Se distribuye por Costa Rica, El Salvador, Guatemala, Honduras, México, Nicaragua y Panamá.  Tres especies se encuentran en los hábitats costeros, a menos de 100 m s. n. m., varias especies prefieren los matorrales secos, pastizales, praderas estacionalmente húmedas en alturas de 200-700 metros, otras especies prefieren los bosques de encino y pinares en alturas de 2600 m s. n. m.

## Descripción
Son plantas herbáceas erectas o enredaderas que alcanzan los 0.50-1 (-1,5) m de altura, con raíces adventicias visibles. Las hojas son  herbáceas de 1.5-13 cm de largo y 1.5-10 cm de ancho, ovadas, basalmente cordadas a lobuladas, con el ápice agudo, onduladas, con tricomas cortos o largos o unciforme.
Las inflorescencias son extra-axilares, más cortas o casi tan largas como las hojas adyacentes, con 1-5 flores, simples, pedunculadas o subsésiles. Tiene un número de cromosomas de: 2n= 22 (D. ceratopetala (J. D. Smith) Woodson). 

## Taxonomía
El género fue descrito por Joseph Decaisne y publicado en Prodromus Systematis Naturalis Regni Vegetabilis 8: 604–605. 1844.

## Especies
- Dictyanthus altatensis
- Dictyanthus aeneus
- Dictyanthus asper
- Dictyanthus brachistanthus
- Dictyanthus campanulatus
- Dictyanthus ceratopetala